# Contea di Rio Grande
La contea di Rio Grande in inglese Rio Grande County è una contea dello Stato federato del Colorado, negli Stati Uniti d'America. La popolazione al censimento del 2000 era di 12 413 abitanti. Il capoluogo di contea è Del Norte.

## Città e comuni
- Center
- Del Norte
- Monte Vista
- South Fork